# 석금성
석금성(石金星, 1907년 12월 3일 ~ 1995년 9월 3일)은 한국의 배우이다. 본명은 석정의(石丁義) 또는 석정희(石丁羲)이다.

## 생애
한성부 출신으로, 어릴 때 별다른 교육을 받지 못하고 기생이 되었다. 관객으로 극장에 갔다가 극작가 이서구에게 발탁되어 토월회에 입단하면서 배우로 데뷔하였다. 데뷔작은 1925년에 공연된 《추풍감별곡》이다.
여배우가 희소한 시대적 상황으로 인해 곧 토월회의 간판급 배우로 성장하였으나, 데뷔하던 해 연말에 충청남도 서산군의 부호 이충진과 결혼하면서 은퇴하였다. 그러나 결혼 생활이 3년 여만에 파탄을 맞아 다시 연극 무대로 돌아왔다.
복귀 후 영화에도 출연하고 토월해 재기공연에 출연하며 성공을 거두었다. 특히 크게 흥행한 토월회의 연극 《아리랑고개》에서 봉이 역으로 주목받았다. 토월회 해체 후에는 미나도좌 신극부에 합류하고 신흥극장 창립에다 가담하였다. 이 과정에서 좌파적 경향의 문예운동가이자 무용가 최승희의 오빠인 최승일과 만나 두 번째로 결혼하게 되었다.
1932년에 토월회의 후신인 태양극장이 창립되자 이 곳에서 활동하면서 신민요나 촌극 음반을 출반하는 가수 활동도 병행했다. 영화에도 간헐적으로 출연했으나, 딸 최로사 등 자녀들을 키우며 육아에 전념하느라 종전과 같이 "조선의 대표적인 여배우"로서의 활동은 줄어들었다. 석금성에게 주어지는 배역도 점차 주연에서 조연으로 변화해갔다.
1948년에 최승일이 사남매를 데리고 조선민주주의인민공화국으로 갔을 때 시부모를 모시느라 따라가지 못했다가 인생의 큰 변화를 맞게 되었다. 한국 전쟁 후부터 다시 개성이 강한 조연으로 영화계와 텔레비전 드라마계에서 활발한 활동을 했다. 80대까지 연기를 계속하여 한국 연계계의 산 증인로 불렸다.
맏딸 최로사는 한국 전쟁을 거치며 유명한 시인이 되었고, 막내아들 최호섭은 고모 최승희를 따라 무용가가 되었다는 소식이 전해졌다. 석금성은 재혼하지 않고 혼자 살면서 북조선으로 간 자녀들과 다시 만나기를 원했으나, 1995년에 노환으로 사망할 때까지 만나지 못했다.

## 참고자료
- 강옥희,이영미,이순진,이승희 (2006년 12월 15일). 《식민지시대 대중예술인 사전》. 서울: 소도. 167~170쪽쪽. ISBN 9788990626264.